# فرودگاه لاباسا

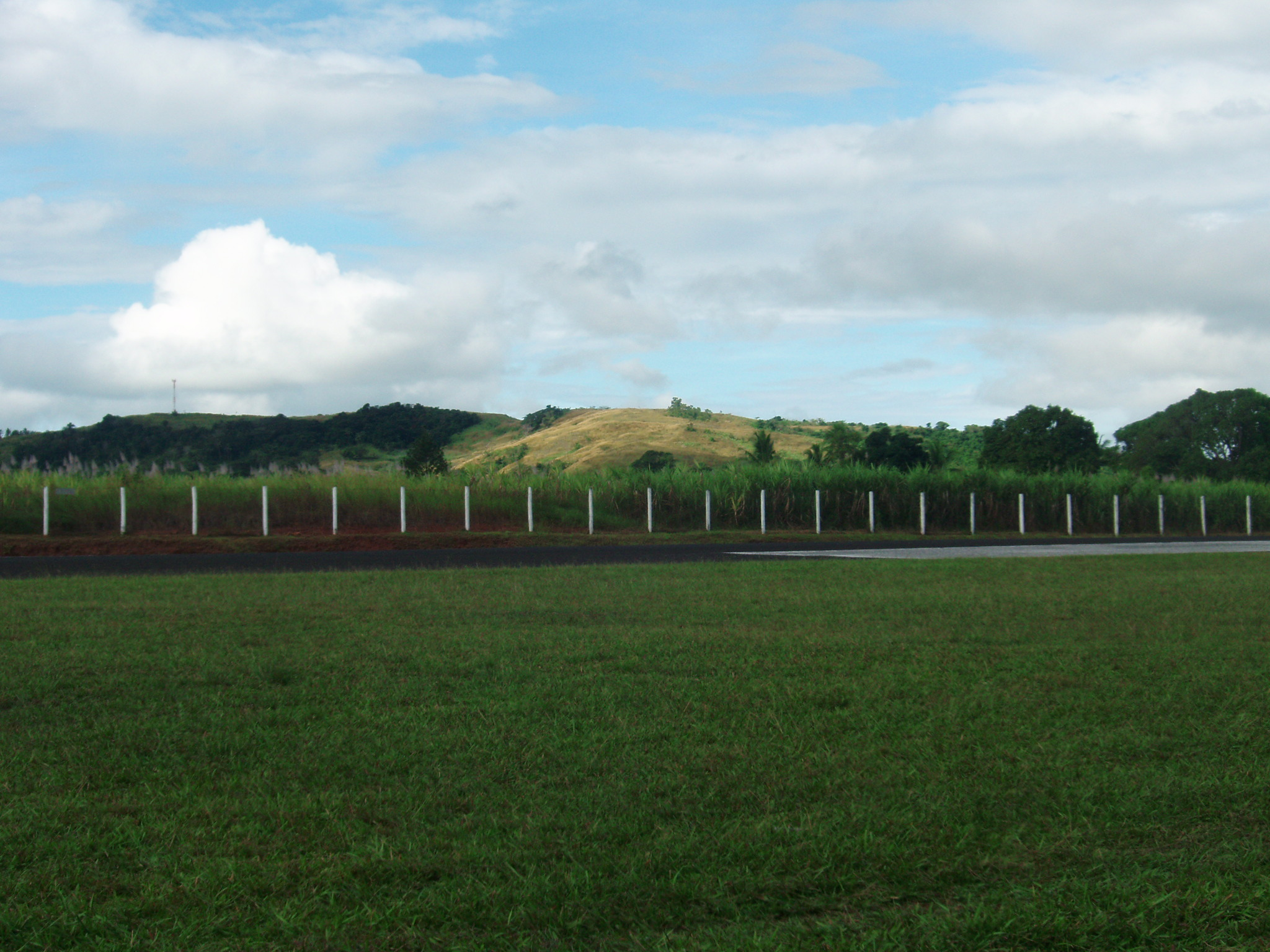
فرودگاه لاباسا

فرودگاه لاباسا (به انگلیسی: Labasa Airport) یک فرودگاه همگانی با کد یاتا LBS است که یک باند فرود آسفالت دارد و طول باند آن ۱۰۷۳ متر است. این فرودگاه در کشور فیجی قرار دارد و در ارتفاع ۱۳ متری از سطح دریا واقع شده است.

## شرکت‌های هواپیمایی و مقصدهای پروازی
| شرکت‌های هواپیمایی               | مقصدهای پروازی |
| ------------------------------- | -------------- |
| فیجی ایرویز اجرا توسط فیجی لینک | نادی، نوسوری   |
| Northern Air                    | نادی، نوسوری   |